# Ибн Сина
Абу́ Али́ Хусе́йн ибн Абдулла́х ибн аль-Хаса́н ибн Али́ ибн Си́на (перс. ابو علی حسین بن عبدالله بن سینا‎‎ — Abū ‘Alī Husein ibn ‘Abdallāh ibn Sīnā), известный на Западе как Авице́нна (около 980[…], Афшана, Мавераннахр, Саманидское государство — 18 июня 1037, Хамадан, Какуиды) — средневековый персидский учёный, философ и врач, представитель восточного аристотелизма. Был придворным врачом саманидских эмиров и дейлемитских султанов, некоторое время был визирем в Хамадане. Всего написал более 450 трудов в 29 областях науки, из которых до нас дошли только 274. Самый известный и влиятельный философ-учёный средневекового исламского мира.
Его самые известные работы — это «Книга исцеления», философская и научная энциклопедия, и «Канон медицины», медицинская энциклопедия, которая стала стандартным медицинским текстом во многих средневековых университетах и использовалась до 1650 года.

## Биография

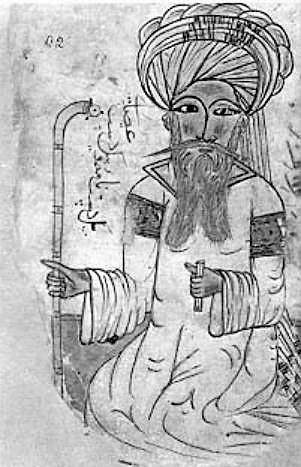
Рисунок Авиценны

Абу Али ибн Сина родился в 980 году в небольшом селении Афшана вблизи от Бухары — столицы государства Саманидов. Мальчик с раннего возраста проявлял исключительные способности и одарённость. Уже к десяти годам он знал наизусть почти весь Коран. Затем его отправили изучать мусульманское законоведение в школу, где он был самым младшим. Но вскоре даже самые взрослые из слушателей школы оценили ум и знания мальчика и приходили к нему советоваться, хотя Хусейну только исполнилось 12 лет. Позже он изучал логику и философию, геометрию и астрономию под руководством приехавшего в Бухару учёного Абу Абдаллаха Натили. С 14 лет юноша начал заниматься самостоятельно. И геометрия, и астрономия, и музыка ему давались легко, пока он не познакомился с «Метафизикой» Аристотеля. В автобиографии он упоминал, что несколько раз прочитал этот труд, но не смог понять его. Помогла в этом книга Аль-Фараби с комментариями к «Метафизике».
В 16 лет Ибн Сину пригласили лечить самого эмира Бухары. В автобиографии Авиценна писал: «Я занялся изучением медицины, пополняя чтение наблюдениями больных, что меня научило многим приёмам лечения, которые нельзя найти в книгах».
Абу Али ибн Сина в 997 году переехал из Бухары в Хорезм, где прожил 15 лет до 1012 года. В 997—998 гг. Бируни вел переписку с Ибн Синой по различным вопросам космогонии и физики, воплощенную в форме вопросов и ответов. В Гургандже Ибн Сина посчастливилось работать в Академии Мамуна, где уже сформировалась передовая научная элита Среднего Востока. В их числе были учёный-энциклопедист Аль-Бируни, астроном и медик Абу Сахл Иса ибн Яхья аль-Масихи, которому Ибн Сина посвятил свой труд об измерении углов. Кроме этого среди ученых были медик Абу-ль-Хайр ибн аль-Хаммар, Абу Наср ибн Ирак — племянник хорезмшаха и др. Основы двух трудов, составивших славу Ибн Сины, «Канона врачебной науки» (Ал-Канун фит-т-тибб) и «Книги исцеления» (Китаб аш-шифа) закладывались в Хорезме — в Гургандже. «Канон врачебной науки» был начат в Хорезме в 1000 г., а закончен около 1020 г. В 1012 году Ибн Сина покинул Хорезм и направился в Хорасан.
В 1015—1024 гг. Ибн Сина жил в Хамадане, сочетая научную деятельность с весьма активным участием в политических и государственных делах эмирата. За успешное лечение эмира Шамс ад-Дауля он получил должность визира, но нажил себе врагов в военных кругах. Эмир отклонил требование военных предать Ибн Сину казни, но принял решение сместить его с занимаемой должности и выслать за пределы своих владений. Через сорок дней с эмиром случился очередной приступ болезни, который заставил его отыскать учёного и вновь назначить своим министром.
После смерти эмира за попытку перейти на службу к правителю Исфахана на четыре месяца он был заточён в крепость. Последние четырнадцать лет жизни (1023—1037) служил в Исфахане при дворе эмира Ала ад-Даулы, где для него создали благоприятные условия для научной деятельности. Он был главным врачом и советником эмира, сопровождал его даже в военных походах. В течение этих лет Ибн Сина, подстёгиваемый критикой своего стиля, обратился к изучению литературы и филологии. Также продолжал плодотворную научную работу. Завершил «Канон врачебной науки». Многие рукописи трудов, в том числе «Книга справедливости» («Китаб уль-инсаф») сгорели во время нападения на Исфахан газневидского войска. Во время одного из военных походов правителя Исфахана у Ибн Сины открылась тяжёлая желудочная болезнь, от которой вылечить себя он не смог. Умер Ибн Сина в июне 1037 года, перед смертью продиктовав завещание незнакомцу. В завещании он дал указание отпустить всех своих рабов, наградив их, и раздать всё своё имущество беднякам.

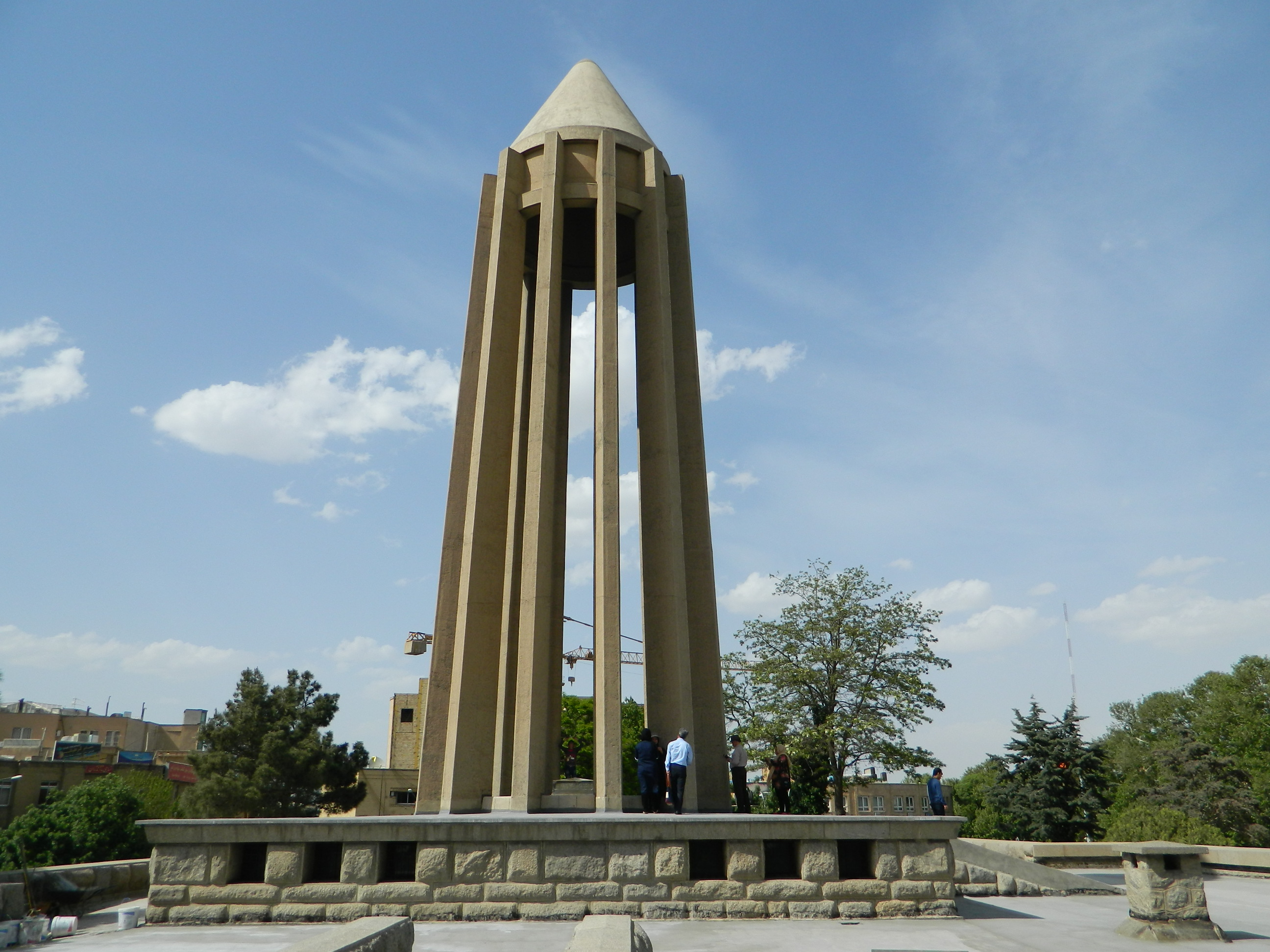
Мавзолей Авиценны в Хамадане, Иран

Похоронен в Хамадане у городской стены, через восемь месяцев его прах был перевезён в Исфахан и перезахоронен в мавзолее эмира.

## Наследие

### Книга исцеления
Написанный на арабском энциклопедический труд «Книга исцеления» («Китаб аш-Шифа») посвящён логике, физике, биологии, психологии, геометрии, арифметике, музыке, астрономии, а также метафизике. «Книга знания» («Даниш-намэ») также является энциклопедией.

### Труды по медицине

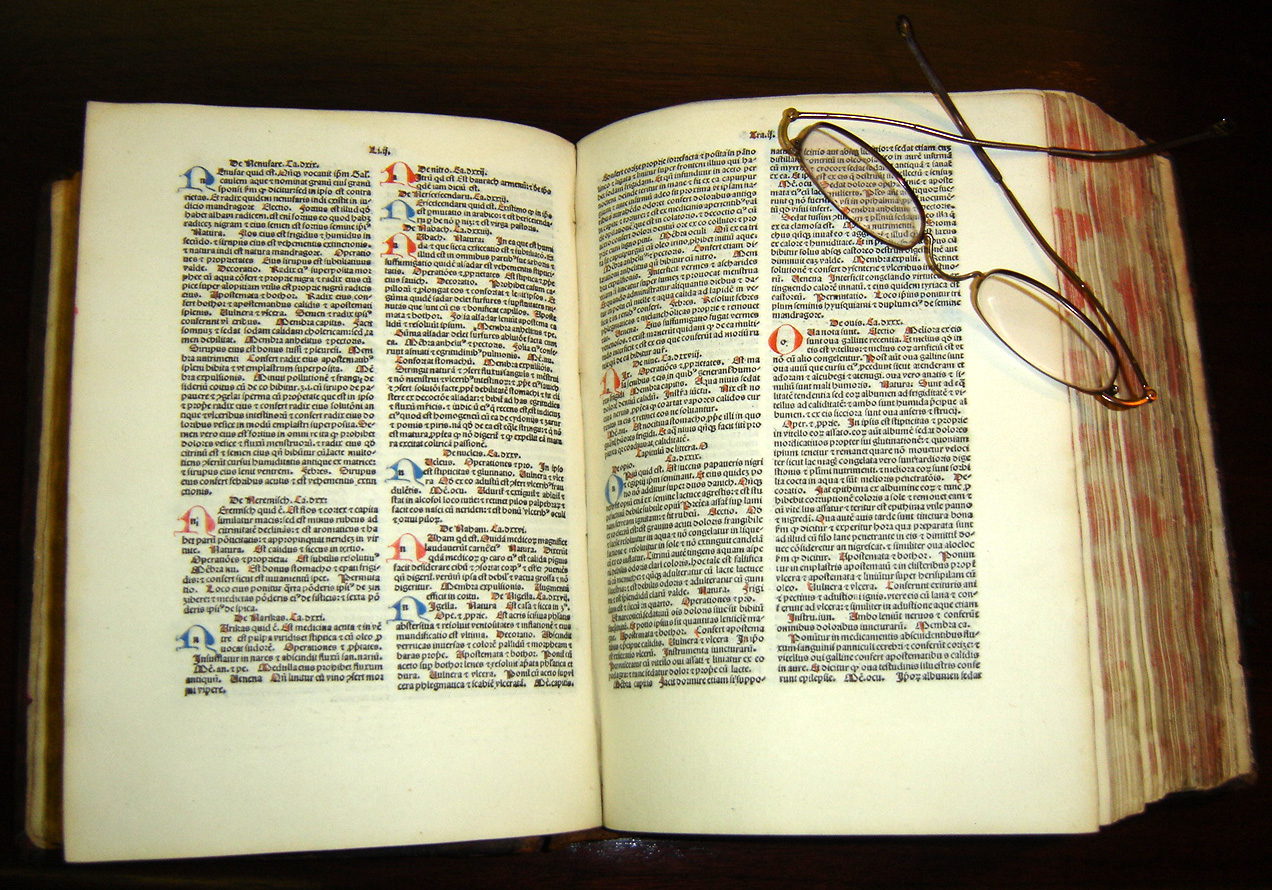
Латинская копия «Канона врачебной науки»

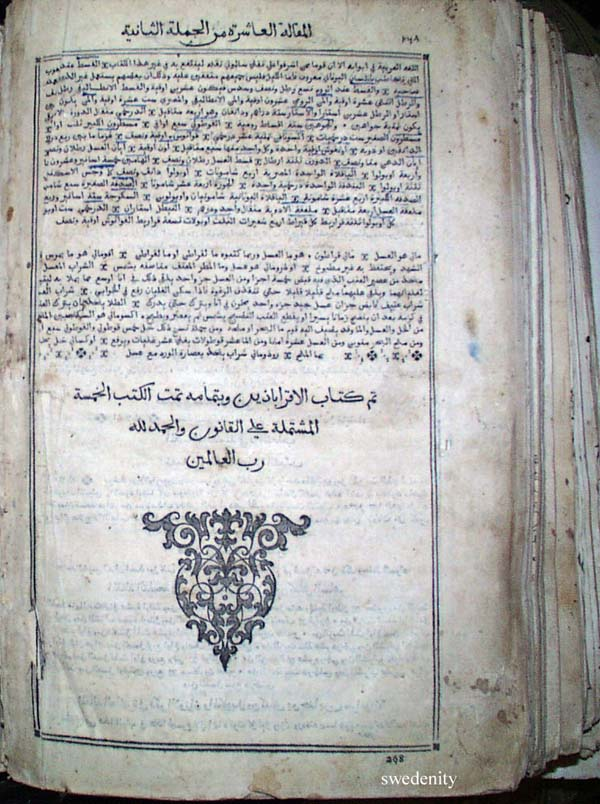
Арабская копия Ал Конун-фит-Тиб

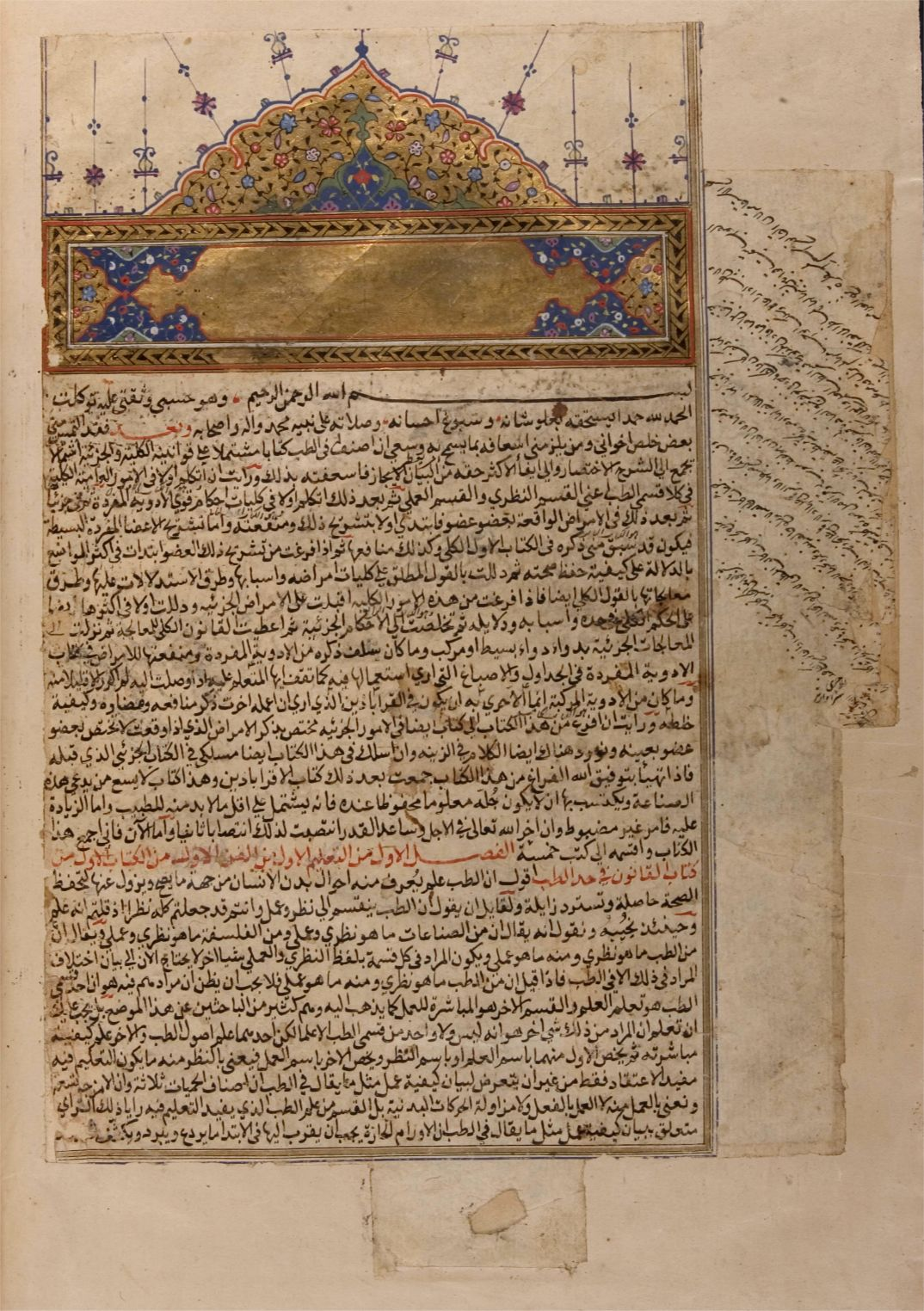
Первая страница рукописи Канона Авиценны, датированная 1596/7 годом (Йельская медицинская историческая библиотека, Кушинг арабский ms. 5)

Основные медицинские произведения Ибн Сины:
- «Канон врачебной науки» (или Канон медицины, «Китаб ал-Канун фи-т-тибб») — сочинение энциклопедического характера, в котором предписания античных медиков осмыслены и переработаны в соответствии с достижениями арабской медицины. В «Каноне» Ибн Сина предположил, что заболевания могут вызываться какими-то мельчайшими существами. Он первый обратил внимание на заразность оспы, определил различие между холерой и чумой, описал проказу, отделив её от других болезней, изучил ряд других заболеваний. Существует множество переводов «Канона врачебной науки» на латинский язык. В «Каноне» две книги из пяти посвящены описанию лекарственного сырья, лекарственных средств, способам их изготовления и употребления. Из 2600 лекарственных средств, описанных в «Каноне», 1400 — растительного происхождения[22][23].
- «Лекарственные средства» («Ал-Адвият ал калбия») — написан во время первого посещения Хамадана. В произведении подробно приведены роль сердца в возникновении и проявлении пневмы, особенности диагностики и лечения заболеваний сердца.
- «Удаление вреда от разных манипуляций посредством исправлений и предупреждений ошибок» («Дафъ ал-мазорр ал куллия ан ал-абдон ал инсония би-тадорик анвоъ хато ан-тадбир»).
- «О пользе и вреде вина» («Сиёсат ал-бадан ва фазоил аш-шароб ва манофиъих ва мазорих») — самый короткий трактат Ибн Сины.
- «Поэма о медицине» («Урджуса фит-тиб»).
- «Трактат о пульсе» («Рисолайи набзийа»).
- «Мероприятия для путешественников» («Фи тадбир ал-мусофирин»).
- «Трактат о сексуальной силе» («Рисола фил-л-бох») — описаны диагностика, профилактика и лечение сексуальных нарушений.
- «Трактат о уксусомёде» («Рисола фи-с-сиканджубин») — описаны приготовление и лечебное применение различных по составу смесей уксуса и мёда.
- «Трактат о цикории» («Рисола фил-хиндабо»).
- «Кровеносные сосуды для кровопускания» («Рисола фил-урук ал-мафсуда»).
- «Рисола-йи жудия» — описывается лечение заболеваний уха, желудка, зубов. Кроме этого, в нём описаны проблемы гигиены. Некоторые исследователи оспаривают авторство Авиценны.

Копия арабской рукописи «Канон врачебной науки» (Аль-Ганун Фи ат-Тибб) Ибн Сины 1030 года, сделанная в 1143 в Багдаде. Институт рукописей Национальной академии наук Азербайджана в Баку
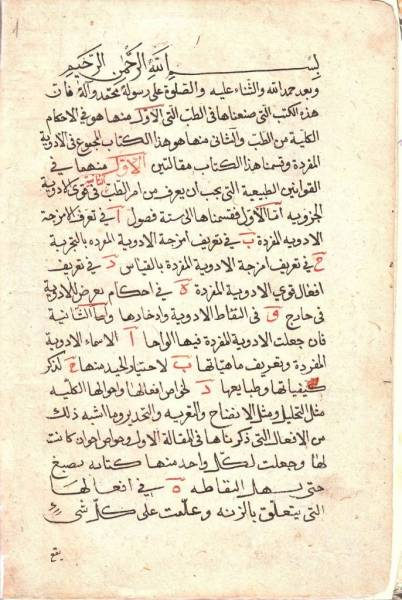
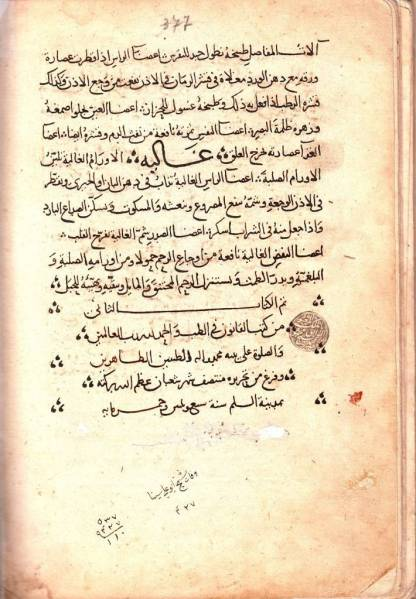
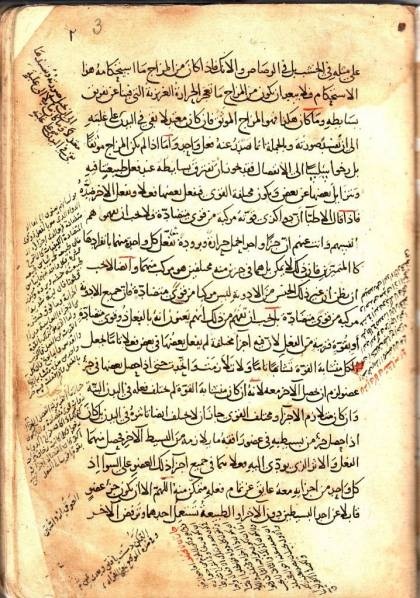
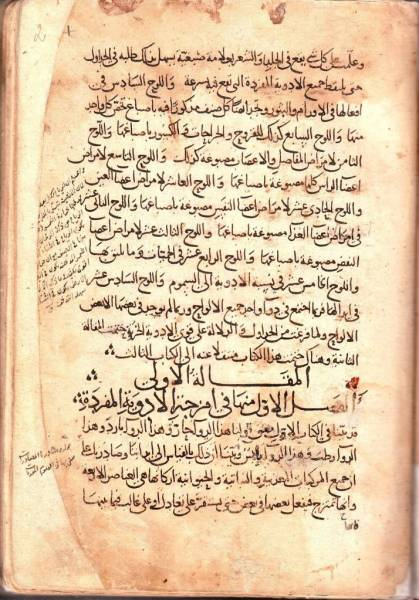

#### Оздоровительные упражнения
Ибн Сина писал в своём труде о роли и месте физических упражнений в оздоровительной и лечебной практике. Дал определение физическим упражнениям — произвольные движения, приводящие к непрерывному, глубокому дыханию.
Он утверждал, что если человек умеренно и своевременно занимается физическими упражнениями и соблюдает режим, то он не нуждается ни в лечении, ни в лекарствах. Прекратив эти занятия, он чахнет. Физические упражнения укрепляют мышцы, связки, нервы. Он советовал при занятиях учитывать возраст и здоровье. Высказывался о массаже, закаливании холодной и горячей водой.

#### Критика
Выдающийся средневековый врач из мусульманской Испании Ибн Зухр (Авензоар) отрицательно относился к медицинским спекуляциям и по этой причине выступил против учения Ибн Сины. Однажды некий купец из Багдада подарил ему копию «Канона врачебной науки». После прочтения Ибн Зухр осудил труд Ибн Сины и в дальнейшем использовал пустые поля книги для записи рецептов для своих пациентов.

### Химия
В области химии Ибн Сина открыл процесс перегонки эфирных масел. Умел добывать соляную, серную и азотную кислоты, гидроксиды калия и натрия.
Оптика
В оптике Авиценна был одним из тех, кто утверждал, что свет обладает скоростью, отметив, что «если восприятие света обусловлено испусканием каких-либо частиц источником света, то скорость света должна быть конечной».
Он также дал неверное объяснение феномена радуги. Карл Бенджамин Бойер описал теорию радуги Авиценны следующим образом: Независимые наблюдения показали ему, что радуга образуется не в тёмной облаке, а в очень тонкой дымке, находящейся между облаком и солнцем или наблюдателем. Облако, по его мнению, служит фоном для этой тонкой субстанции, подобно тому, как ртутная прослойка наносится на заднюю поверхность стекла в зеркале. Ибн Сина изменил бы место не только радужной радуги, но и цветообразование, считая радужность всего лишь субъективным ощущением глаза. 
В 1253 году в латинском тексте под названием «Speculum Tripartitum» говорилось следующее о теории Авиценны о тепле: В своей книге «О небе и земле» Авиценна говорит, что тепло возникает из движения внешних тел.

### Астрономия
В астрономии Ибн Сина критиковал представления Аристотеля о том, что звёзды отражают свет от Солнца, утверждая, что звезды светятся собственным светом, однако полагал, что и планеты также светятся сами. Заявлял, что наблюдал прохождение Венеры по диску Солнца 24 мая 1032 года. Однако некоторые учёные сомневались, что он мог наблюдать это прохождение в указанное время в указанном месте. Но последние расчеты показывают, что он вполне мог быть прав. Он использовал это наблюдение для обоснования того, что Венера, по крайней мере иногда, в птолемеевской космологии находится к Земле ближе, чем Солнце.
Ибн Сина написал также Компендиум Альмагеста, с комментариями на книгу Птолемея.
Находясь в Гургане, Ибн Сина написал трактат об определении долготы этого города. Ибн Сина не смог воспользоваться тем методом, которым пользовались Абу-л-Вафа и ал-Бируни, и предложил новый метод, состоящий в измерении кульминационной высоты Луны и её сравнении с высотой в Багдаде путём вычислений по правилам сферической тригонометрии.
В «Книге о способе, предпочитаемом другим способам при конструировании наблюдательного инструмента», Ибн Сина описал изобретённый им наблюдательный инструмент, который по его мнению, должен был заменить астролябию; в этом инструменте для уточнения измерений впервые применялся принцип нониуса .

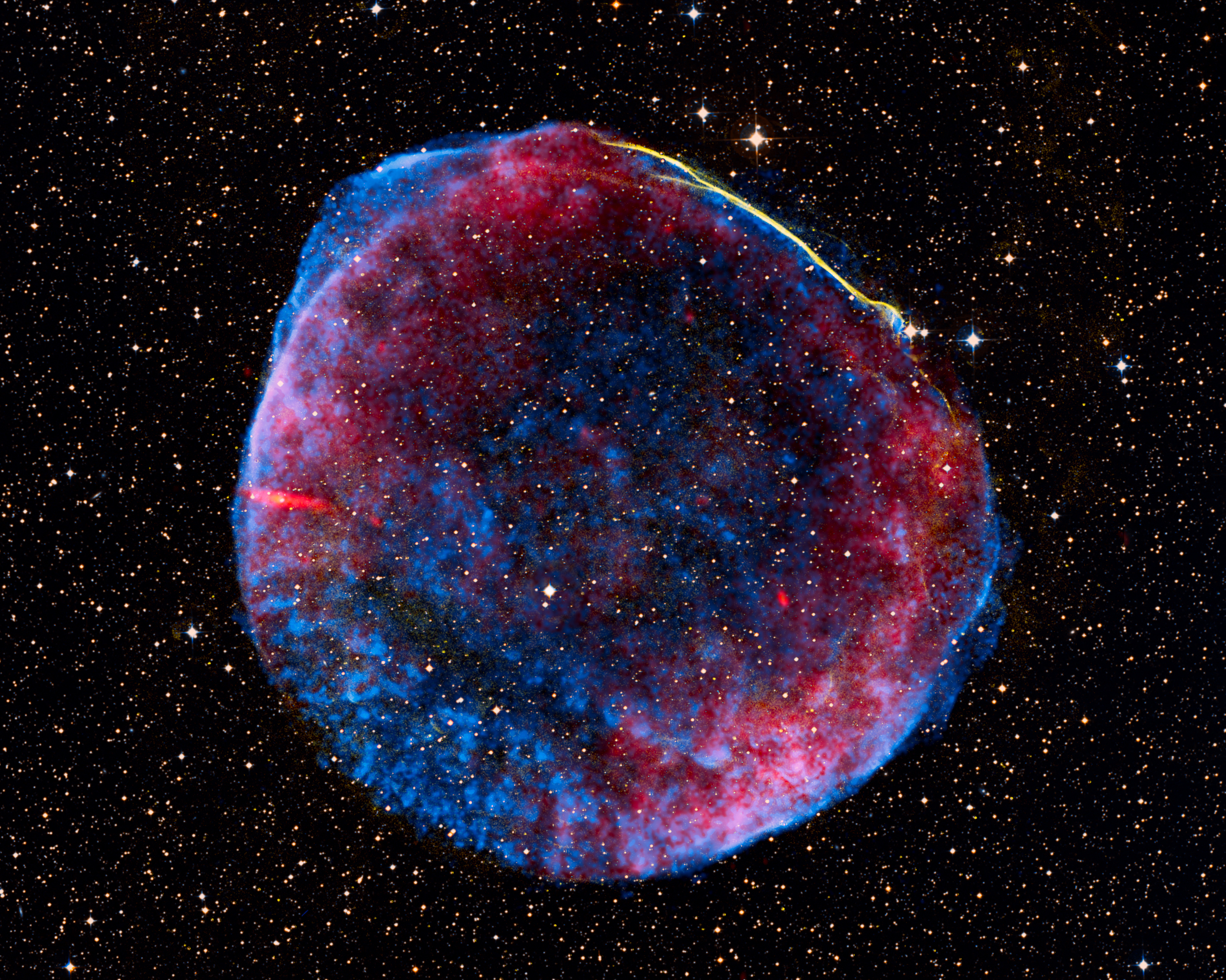
Сверхновая звезда SN 1006 из созвездия Волка.

Одним из астрономических достижений Авиценны, признанным лишь в XXI веке, стало описание звёздной вспышки, которую современные исследователи отождествляют с сверхновой. В трактате Китаб аш-Шифо он сообщает, что в 397 году по хиджре (1006 г. н.э.) на небе появилась необычайно яркая «новая звезда», видимая около трёх месяцев. Он подробно описывает изменение её яркости и цвета: сначала она светилась тусклым зеленоватым оттенком, затем — ослепительно белым, и постепенно исчезла. Долгое время считалось, что речь идёт о комете, однако в 2016 году немецкие исследователи доказали, что Ибн Сино наблюдал сверхновую SN 1006 в созвездии Волка. Остаток этой вспышки — радиоисточник PKS 1459-41 — был открыт лишь в 1965 году. Он находится на расстоянии около 7100 световых лет от Земли и продолжает расширяться, имея угловой диаметр около 30 минут дуги и физический — примерно 60 световых лет.

### Механика
Ибн Сина внёс значительный вклад в развитие теории вложенной (или запечатлённой) силы — средневековой теории движения, согласно которой причиной движения брошенных тел является некоторая сила, вложенная в них внешним источником (в Европе эту силу называли импетусом). По его мнению, «двигатель» (рука человека, тетива лука, праща и т. п.) сообщает движущемуся телу (камню, стреле) некоторое «стремление», аналогично тому, как огонь передаёт тепло воде. В роли двигателя может выступать также тяжесть.
«Стремление» бывает трёх видов: психическое (у живых существ), естественное и насильственное. «Естественное стремление» является результатом действия тяжести и проявляется в падении тела, то есть в естественном движении тела, в согласии с Аристотелем. В этом случае «стремление» может существовать даже у неподвижного тела, проявляясь в сопротивлении неподвижности. «Насильственное стремление» является аналогом филопоновской движущей силы — оно сообщается брошенному телу его «двигателем». По мере движения тела «насильственное стремление» уменьшается из-за сопротивления среды, как следствие стремится к нулю и скорость тела. В пустоте «насильственное стремление» не изменялось бы, и тело могло бы совершать вечное движение. В этом можно было бы видеть предвосхищение понятия инерции, однако в существование пустоты Авиценна не верил. Ибн Сина попытался дать количественную оценку «насильственного стремления»: по его мнению, оно пропорционально весу и скорости движения тела.
Возможно, идеи Ибн Сины о вложенной силе стали известны на латинском Западе и способствовали дальнейшему развитию теории импетуса Буриданом и другими схоластами.

### Философия

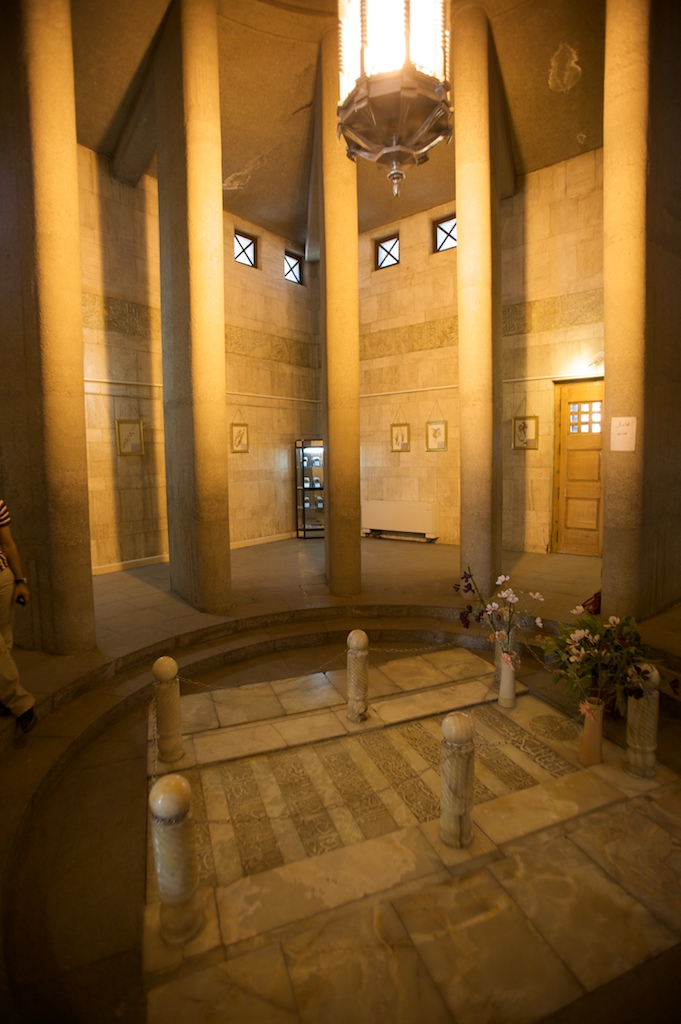
Могила Авиценны изнутри, Хамадан, Иран

В понимании предмета метафизики Ибн Сина следовал Аристотелю. Вслед за Аль-Фараби Ибн Сина различает возможно сущее, существующее благодаря другому, и абсолютно необходимо сущее, существующее благодаря себе. Ибн Сина утверждает совечность мира Творцу. Творение в вечности Ибн Сина объяснял с помощью неоплатонического понятия эманации, обосновывая таким образом логический переход от первоначального единого к множественности тварного мира. Однако в отличие от неоплатонизма он ограничивал процесс эманации миром небесных сфер, рассматривая материю не как конечный результат нисхождения единого, а как необходимый элемент любого возможного бытия. Космос делится на три мира: материальный мир, мир вечных несотворённых форм, и земной мир во всем его многообразии. Индивидуальная душа образует с телом единую субстанцию, обеспечивающую целостное воскрешение человека; носителем философского мышления выступает конкретное тело, предрасположенное к принятию разумной души. Абсолютная истина может быть постигнута посредством интуитивного видения, которое предстаёт кульминацией процесса мышления.
К кругу мистических произведений Ибн Сины относятся «Книга о птицах», «Книга о любви», «Книга о сущности молитвы», «Книга о смысле паломничества», «Книга об избавлении от страха смерти», «Книга о предопределении».
Ибн Сина написал учебник «Логика» (1031 или 1035 г.). «Логика, — писал он, — есть наука, при помощи которой познаются различные методы перехода от вещей, наличных в человеческом уме, к вещам, познание которых он стремится приобрести». Ибн Сина был сторонником того взгляда, что логические категории и правила должны соответствовать вещам. Предмет логики, говорил он, — решение проблемы общего и отдельного. Общее существует в самих вещах, но оно существует также до вещи и после вещи.
Мышление — это познание общего. В его теории познания нельзя не видеть элементов сенсуалистической тенденции, поскольку без чувственных познаний, по Ибн Сине, невозможен познавательный процесс.
Логикой Ибн Сина называл науку о формах мышления. Она входит в состав философии наряду с физикой (учении о Бытии) и математикой. Логика состоит из четырёх частей: понятие, суждение, умозаключение и доказательство.
Ибн Сина исследовал взаимоотношение субъекта и предиката в суждении, конъюнктивные суждения, взаимозависимость категорических и условных суждений. Ему было известно выражение импликации через дизъюнкцию и отрицание по формуле: ({\displaystyle p\rightarrow q}) ≡ ({\displaystyle \neg p\lor q}), где → — знак импликации, соответствующий союзу «если…, то…» в обычной речи, ≡ — знак эквивалентности, ∨ — знак дизъюнкции (союз «или» в соединительно-разделительном смысле), ¬ p — отрицание p.

#### Критика
Вокруг философских взглядов Авиценны велась острая борьба между сторонниками и противниками его идей.
Суфии резко выступали против рационализма Ибн Сины, ставя его философии в вину то, что она не даёт возможности человеку приблизиться к Богу. Тем не менее многие из суфиев переняли философский метод Авиценны и его идею об эволюционном характере ступеней эманации по линии восхождения.
Мухаммад Аль-Газали в своей известной книге «Опровержение философов» пытался опровергнуть философию Ибн Сины во всех аспектах. Выступал против учения об изначальности и вечности мира и его атрибутов, поскольку это, по мнению Аль-Газали, приводит к дуализму, который противоречит монотеизму ислама. Аль-Газали отвергает также принцип эманации, согласно которому Бог творит мир не по собственной воле, а в силу естественной необходимости. Не разделял он также выдвинутых Ибн Синой идей о причинности и невозможность телесного воскресения.
Позже линию Аль-Газали продолжили мыслители XII века Мухаммад Шахрастани в своём труде «Китаб аль-Мусараа» и Фахруддин Рази. С защитой идей восточного перипатетизма в XII веке выступил Ибн Рушд в своей книге «Опровержение опровержения». Впоследствии взгляды Ибн Сины защищал Насир ад-Дин ат-Туси.

### Психология
Ибн Сина разработал также своё собственное учение о темпераменте и характере человека. Согласно его учению натура человека делится на четыре простых вида: горячая, холодная, влажная и сухая (что в современной психологии соответствует четырём темпераментам). Эти натуры не являются стабильными, а изменяются под воздействием внутренних и внешних факторов, таких как метеорологические условия и смена времён года. Изменения в жидкостях организма также могут корректировать натуру в соответствующем направлении. Кроме простых натур, Авиценна различал ещё четыре сложных натуры в зависимости от превалирования одной из четырёх жидкостей организма (крови, слизи, жёлтой или чёрной жёлчи).

## Публикации сочинений
- Ибн Сина. Даниш-намэ. Книга знания. — Сталинабад, 1957.
- Ибн Сина. Канон врачебной науки : В 5 т. — Ташкент, 1956—1960.
- Ибн Сина. Математические главы «Книги знания». — Душанбе, 1967.
- Ибн Сина. Послание о любви. — Тбилиси: Мецниереба, 1976.
- Ибн Сина. Избранное. — М.: Книга, 1980.
- Ибн Сина. Избранные философские произведения. — М.: Наука, 1980.
- Аль-Бируни, Ибн-Сина. Переписка. — Ташкент: Фан, 1973.
- ибн Сина А. О любви :  [рус.] / перевод с арабского, примечания и комментарии Т. К. Ибрагима, Н. В. Ефремовой // Minbar. Islamic Studies. — 2018. — Т. 11, № 2. — С. 296—321. — doi:10.31162/2618-9569-2018-11-2-296-321.

### Музыка
Авиценна писал также произведения по теории музыки, которые являются частями его энциклопедических работ:
- «Свод науки о музыке» в «Книге исцеления»;
- «Краткое изложение о музыке» в «Книге спасения»;
- раздел о музыке в «Книге знания».

С теоретической точки зрения Ибн Сина, по средневековой традиции, относил музыку к математическим наукам. Он определял её как науку, изучающую звуки в их соотношениях и имеющую целью установление правил создания композиции. Исходя из учения Пифагора, он считал, что музыка подчинена числам и находится в тесной связи с ними.
Ибн Сина первый в истории подводит под музыкальную историю солидную научную базу, рассматривая музыку с позиций не только математики, но и социологии, психологии, поэтики, этики и физиологии.
Ибн Сина совместно с Аль-Фараби заложил основу науки о музыкальных инструментах, которая получила дальнейшее развитие в Европе в значительно более позднее время. Он даёт подробную классификацию типов музыкальных инструментов, объясняет их строение. В шестом разделе «Книги знания» приводятся названия почти всех существующих инструментов с их описаниями. Труды Аль-Фараби и Ибн Сины по изучению музыкальных инструментов заложили основы инструментоведения как специальной области музыкальной науки.
Великий учёный также является изобретателем распространённого в Средней Азии смычкового инструмента — гиджака.

## Память

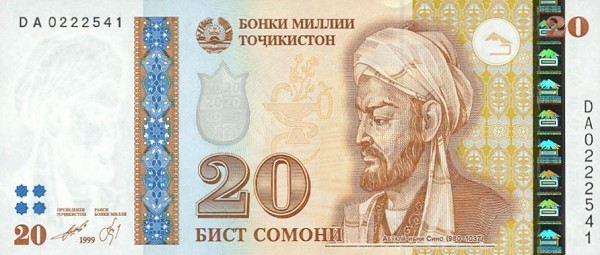
20 таджикских сомони с портретом Авиценны

- в 1980 году в Узбекской ССР отмечалось 1000-летие со дня рождения Ибн Сины и был издан «Канон врачебной науки» в 5 томах.
- 4 июля 2006 года постановлением правительства Таджикистана пик Ленина был переименован в пик имени Абу Али ибн Сины.
- В его честь Карл Линней назвал род растений семейства Акантовые — Авиценния.
- В Таджикистане в честь Авиценны названы Таджикский государственный медицинский университет.
- В Душанбе в его честь названа площадь и установлен памятник работы азербайджанского скульптора Омара Эльдарова.

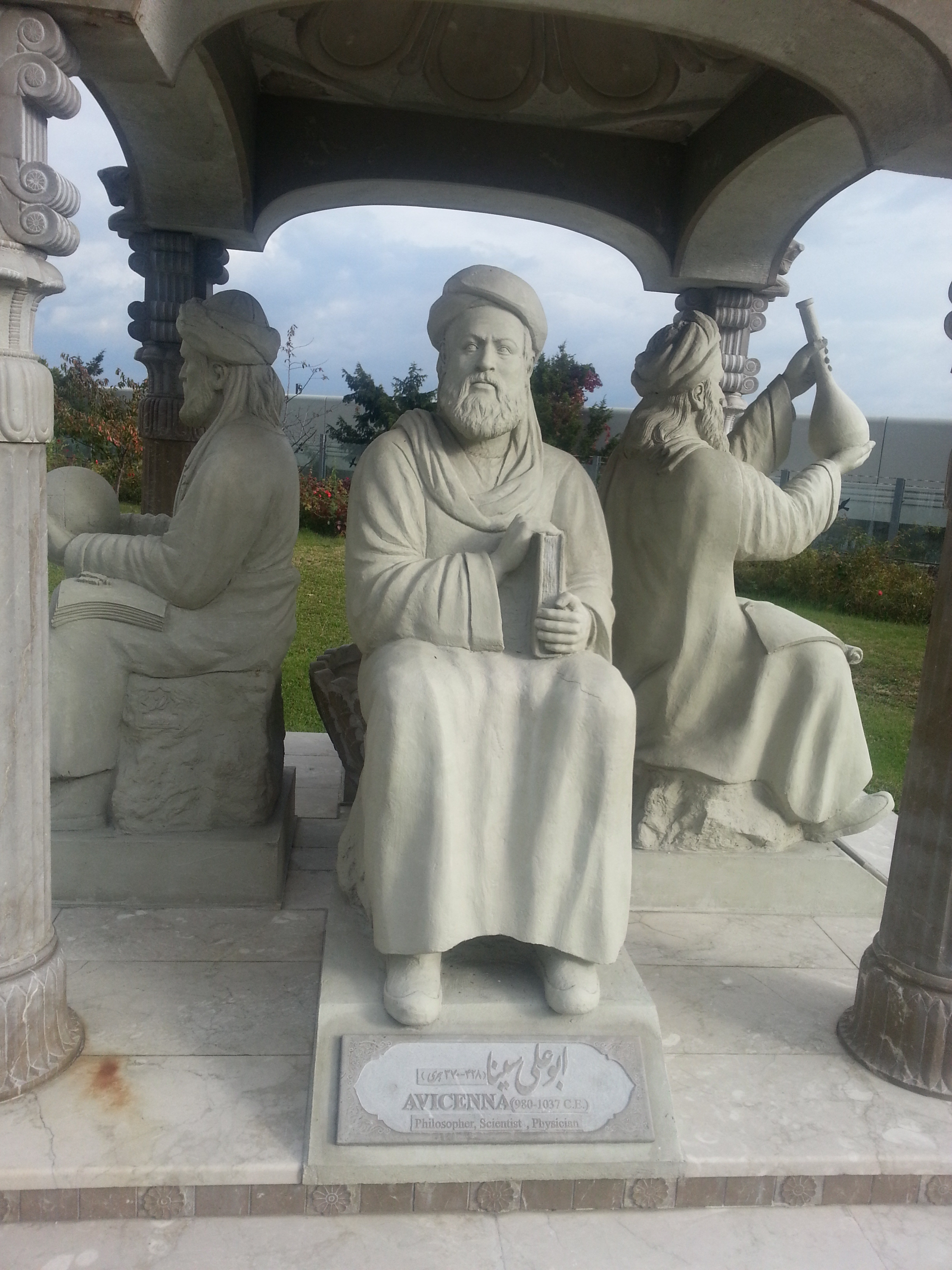
Статуя Авиценны в составе Павильона персидских учёных перед офисом ООН в Вене, Австрия

- В июне 2009 года Иран подарил отделу Организации Объединённых Наций в Вене (Австрия) Павильон персидских учёных, размещённый на центральной площади Мемориала Венского международного центра. Павильон персидских учёных включает в себя статуи четырёх известных учёных: Авиценны, Бируни, Закарии Рази (Рейз), Омара Хайяма[42]
- В селе Афшана в Узбекистане существует музей Авиценны.
- В Бухаре в 1990 году открыт медицинский институт, названный в честь Абу Али ибн Сина.
- В Риге, в парке больничного комплекса Гайльэзерс, в 2006 году был открыт памятник Абу Али ибн Сины работы скульптора Джалалиддина Миртаджиева.
- Именем Ибн Сины назван астероид Авиценна, открытый 26 сентября 1973 года советским и российским астрономом Людмилой Ивановной Черных[43].
- В честь Ибн Сины назван кратер на Луне.
- В честь Ибн Сины названа программа Авиценна (Avicenna), созданная IBM для автоматического исследования кардиограмм и рентгеновских снимков молочной железы[44].
- В Ташкенте именем Авиценны названы два жилых массива — Ибн-Сина −1 и Ибн-Сина-2.

Именем Ибн Сины названы улицы:
- в Самарканде,
- в Бухаре,
- в Усть-Каменогорске,
- в Учкургане (Узбекистан),
- в Донецке,
- в Ташкенте.

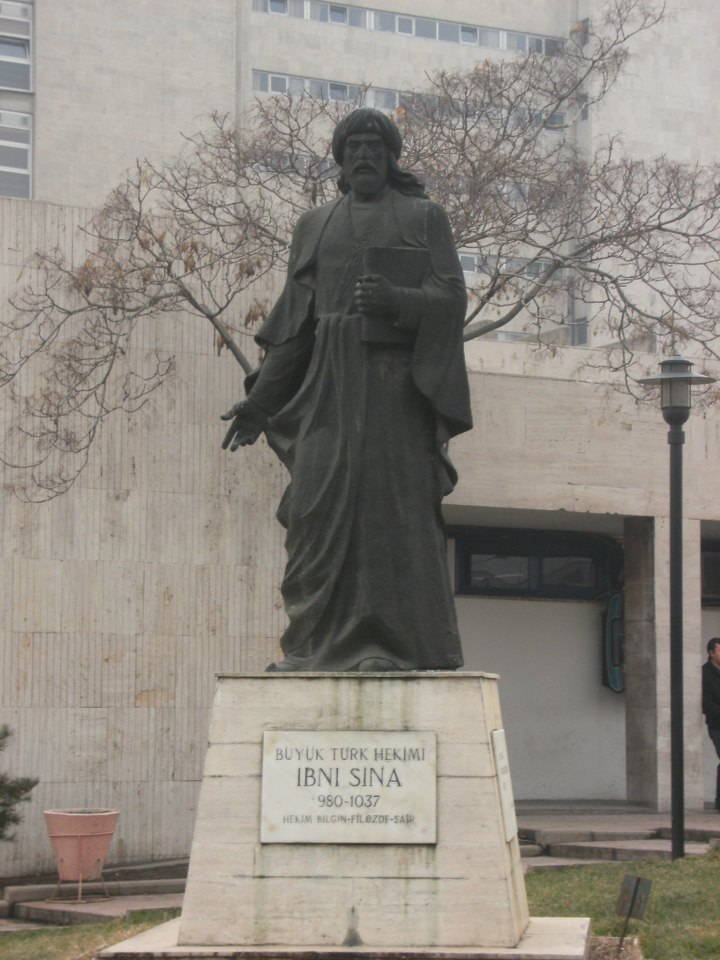
Памятник Ибн Сине в Анкаре
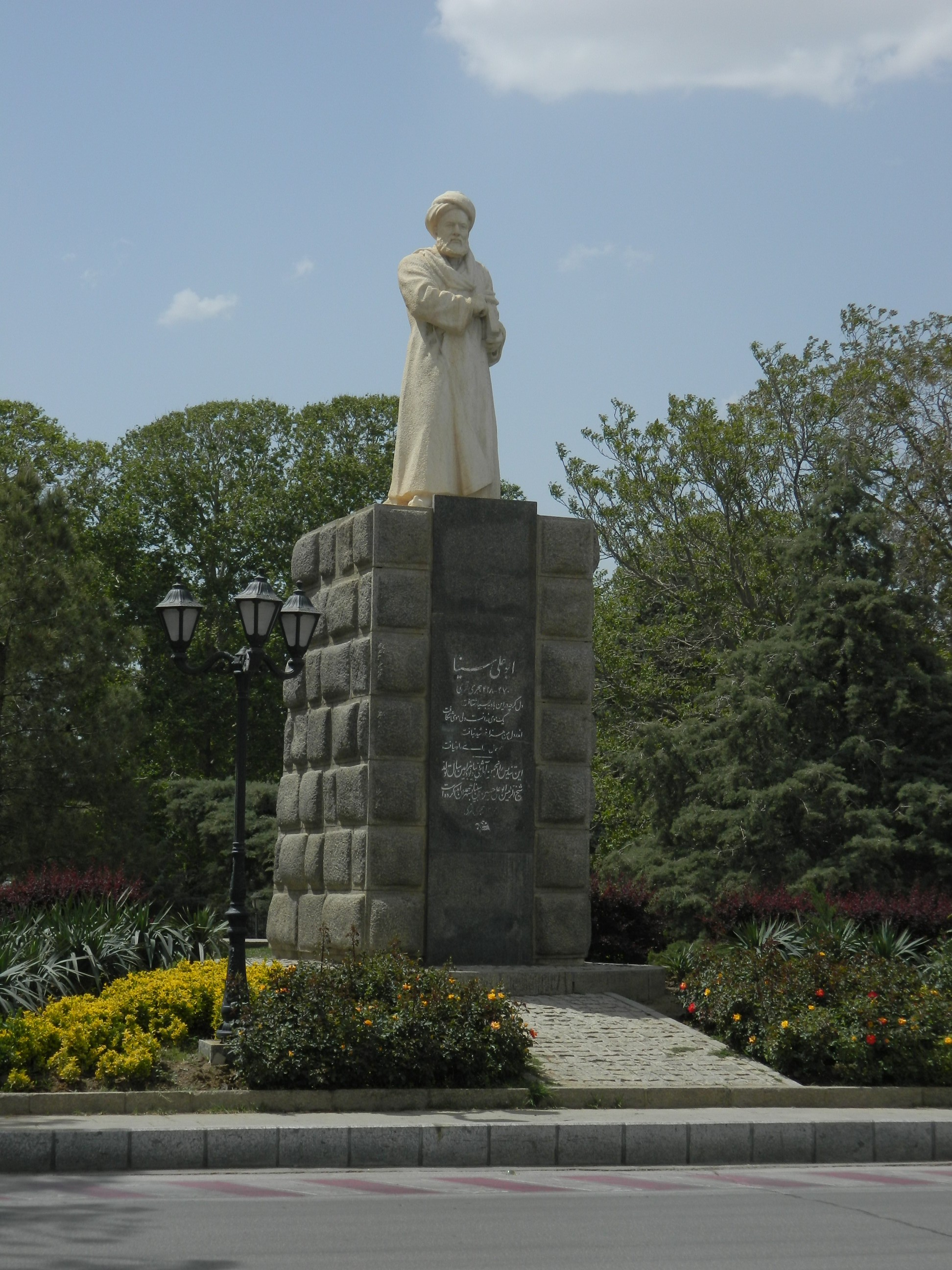
Памятник Ибн Сине в Хамадане
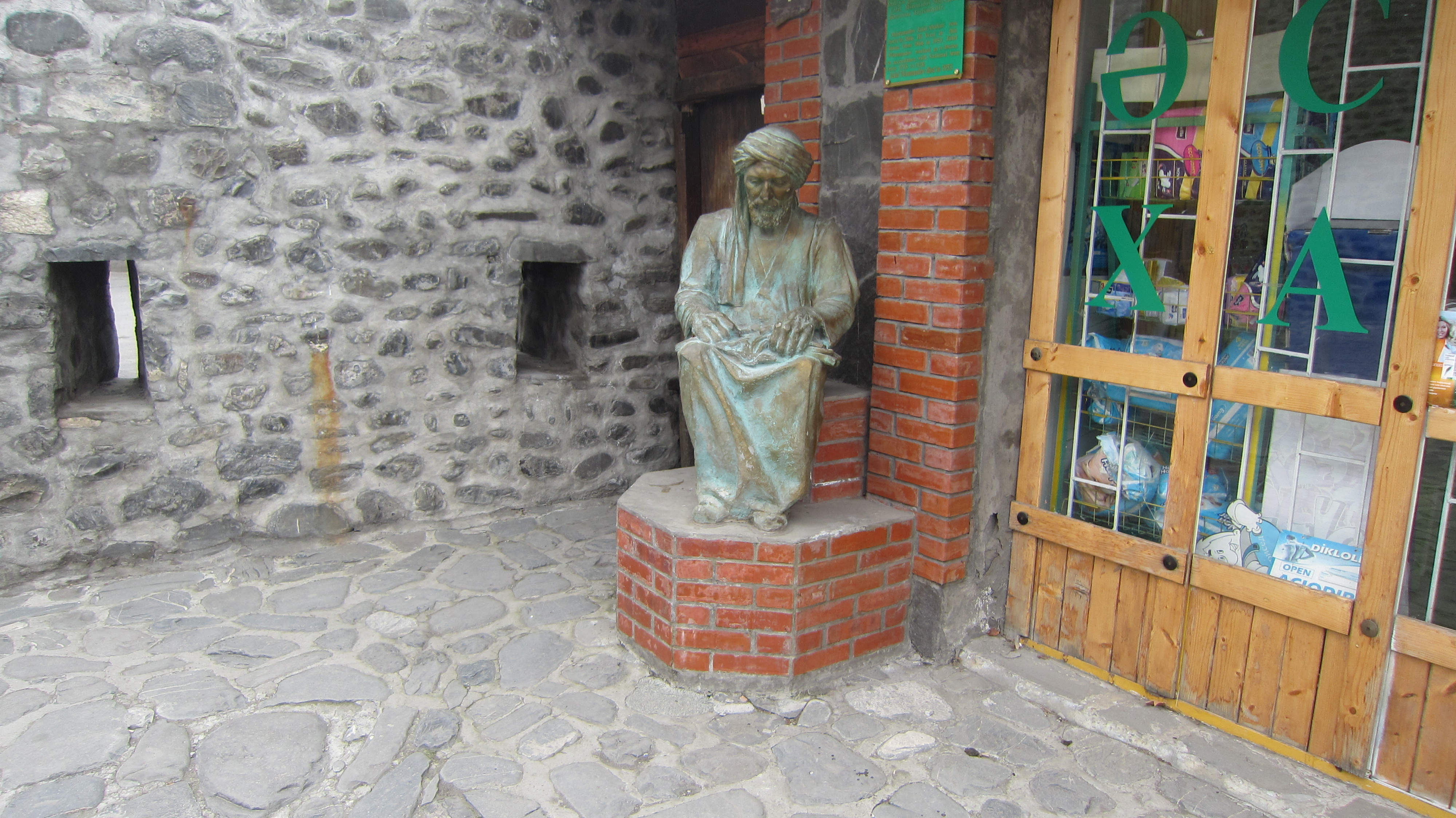
Монумент Авиценне в Гахе, Азербайджан
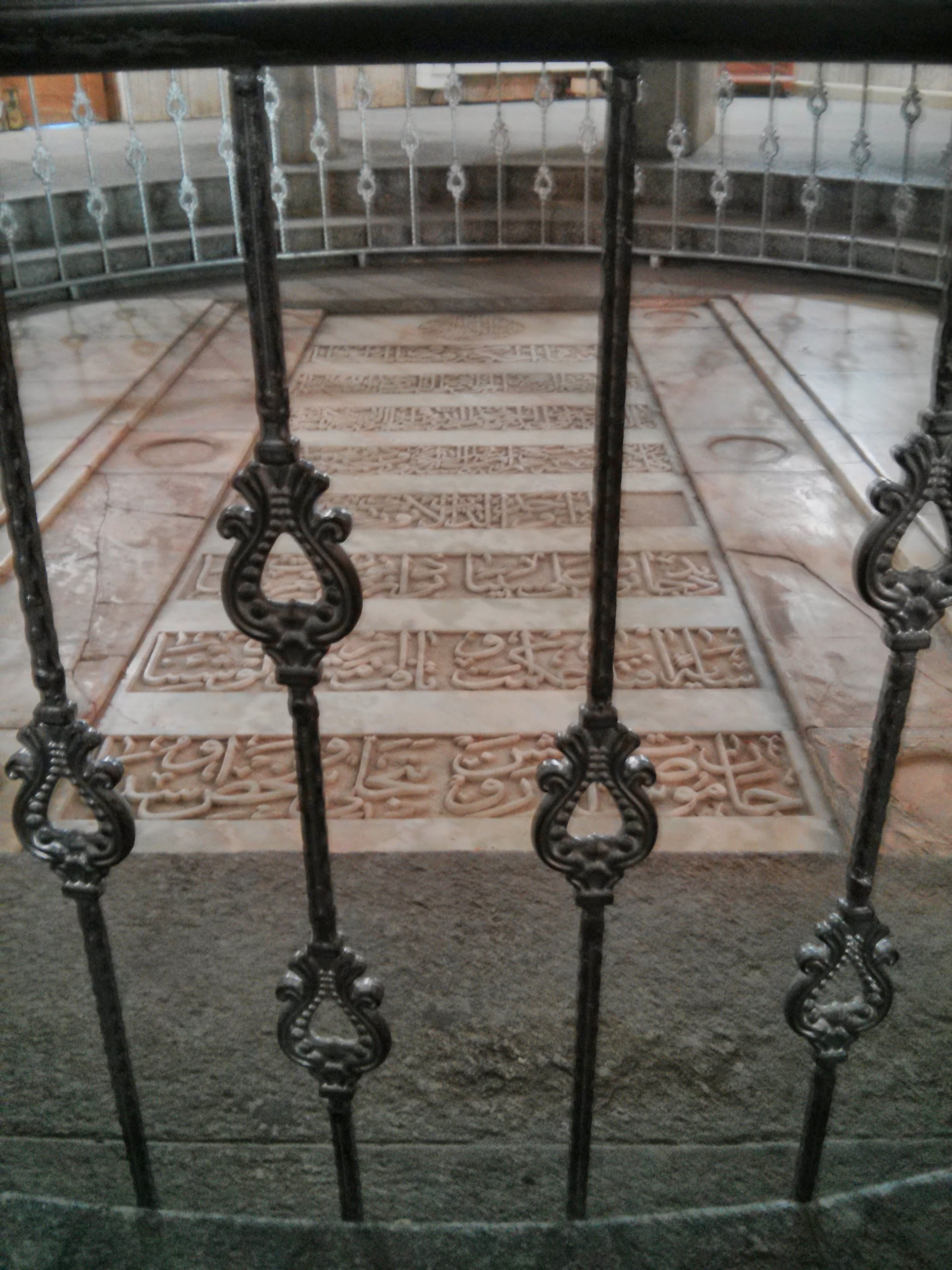
Надгробие Авиценны, Хамадан, Иран
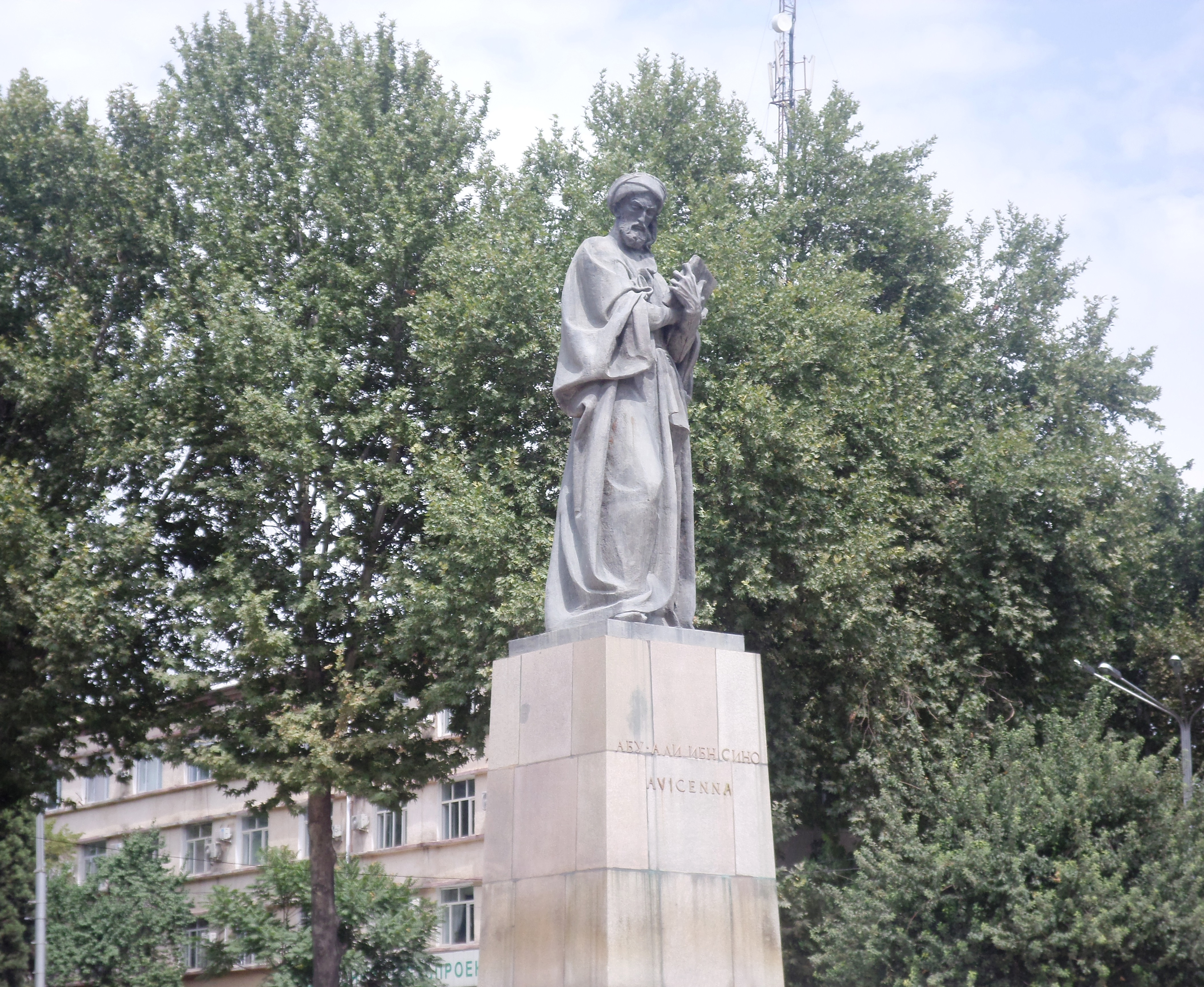
Памятник Ибн Сине в Душанбе

### В художественной литературе

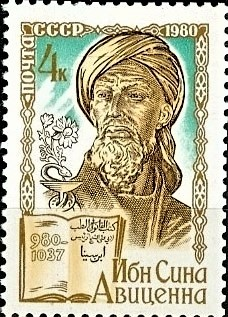
Почтовая марка СССР

- Почтовая марка СССР«Абугалисина» (тат. Әбүгалисина) — повесть-сказка об Ибн Сине на татарском языке Каюма Насыри[45][46].
- Ной Гордон в своём романе «The Physician» (1988), рассказывает историю молодого англичанина, обучающегося медицине, который выдаёт себя за еврея, чтобы учиться врачебному искусству у самого Ибн Сины, великого мастера своего времени.
- В 2011 году испанский писатель Эсекьель Теодоро опубликовал роман «Рукопись Авиценны» («El Manuscrito de Avicena»), который воссоздаёт некоторые моменты из жизни персидского врача.

### В кинематографе
- Фильм «Авиценна» (1956), режиссёр Камиль Ярматов[47].
- Фильм «Юность Гения» (1982), снятый киностудиями «Узбекфильм» и «Таджикфильм», посвящён детским и юношеским годам Авиценны. Режиссёр фильма Эльёр Ишмухамедов[48].
- Иранский телесериал «Авиценна» («Bu-Ali Sina») 1987 года повествует о жизни учёного с детства до самой смерти.
- В 2013 году вышел фильм Филиппа Штёльцля[нем.] «Лекарь: Ученик Авиценны» («The Physician») по книге Ноя Гордона. В роли Авиценны — Бен Кингсли.

## Документальные фильмы
- 2010 — Авиценна. Свет с Востока / Ex Oriente Lux / Avicenna — Light From The East (режиссёр Шухрат Махмудов / Shuhrat Mahmudov).